# Guillem de Saint Leidier
Guilhem de Saint-Leidier o Guillem de Saint Deidier o de Saint-Didier, italianizzato in Guglielmo di San-Desiderio (prima del 1150 – 1195/1200) è stato un trovatore alverniate del XII secolo che compose in occitano.

## Biografia
Signore di Saint Didier-en-Velay, si diceva fosse l'amante di Belissenda, sorella di Dalfi d'Alvernha e moglie di Eracle III di Polignac], signore feudale di Guilhem alverniate.
I suoi lavori conosciuti comprendono quindici cansos, una tensó e un planh. Le indicazioni nel testo e nella sua vida fanno pensare che egli lavorasse in Guascogna, Comminges, nell'Agenais e nel Bordolese. Il figlio della figlia di Guilhem, Gauseran, era anch'egli un trovatore. 

## Opera
Guilhem è il primo poeta nominato nell'"indagine" poetica del Monaco di Montaudon, scritta intorno al 1195.
Con una delle sue poesie Guilhem inizia un tenzone poetica in merito alla questione se una signora viene disonorata prendendo un amante che sia più ricco o più potente di lei. La nota poesia della trobairitz Azalaïs de Porcairagues sembra contribuire a questo dibattito, similmente a un'altra scritta dal suo amico Raimbaut d'Aurenga, A mon vers dirai chanso. A seguire vi è un partimen sull'argomento tra Dalfi d'Alvernha e Perdigon, e dunque una tenso tra Guiraut de Bornelh  e il re Alfonso II di Aragona. 

### Componimenti[1]

#### Cansos
- Ab mil volers doblatz de fin' Amor
- Aissi cum a sas faissos (canzone religiosa)
- Aissi cum es bella cill de cui chan
- Ben chantera si m'estes ben d'Amor
- Bel m'es oimais qu'eu retraja
- Compaignon, ab joi mou mon chan (nei ms. μ attribuita a Pons de Capdoill)
- Dompna, ieu vos sui messatgiers
- El mon non a neguna creatura
- Estat aurai estas doas sazos (attribuita solo nel ms. V a Bernart de Ventadorn)
- Malvaza m'es la moguda
- Per Dieu, Amor, en gentil luoc cortes (attribuita nel ms. V a Bernart de Ventadorn))
- Pois tant mi forss' Amors que m'a (mi) faich (fai) entremetre
- S'eu tot me soi un petit malananz

#### Planh
- Pois majer dol ai qe autre chaitiu[2]

#### Tensos
- D'una don' ai auzit dir que s'es clamad (tenso immaginaria attribuita nel ms. R a Peire Duran)
- En Guillem de Saint Deslier, vostra semblanza (tenso con uno sconosciuto)

#### Componimenti contesi ad altri trovatori
- Ailas, co muer! - Qe as, amis[3] (canso di Giraut de Bornelh)
- Amars, onrars e carteners[4] (canso di  Guiraut de Borneil)
- El temps quan vey cazer fuelhas e flors (canzone di crociata contesa a Gauceran de Saint Didier)
- Ja mais, nuill temps, no⋅m pot ren far Amors[5] (canso di Gaucelm Faidit)
- Pois fin amor me torn en alegrier[6] (canso di Gauceran de Saint Didier)
- Razon e mandamen[7] (canso di Gaucelm Faidit)
- Tug miei cossir son d'amor e de chan[8] (canso di Peirol)